# Gärdet (metrostation)
Gärdet is een station van de Stockholmse metro, gelegen in de wijk Östermalm. Het station ligt aan de rode lijn en is geopend op 2 september 1967. Het station ligt tussen de stations Karlaplan en Ropsten.

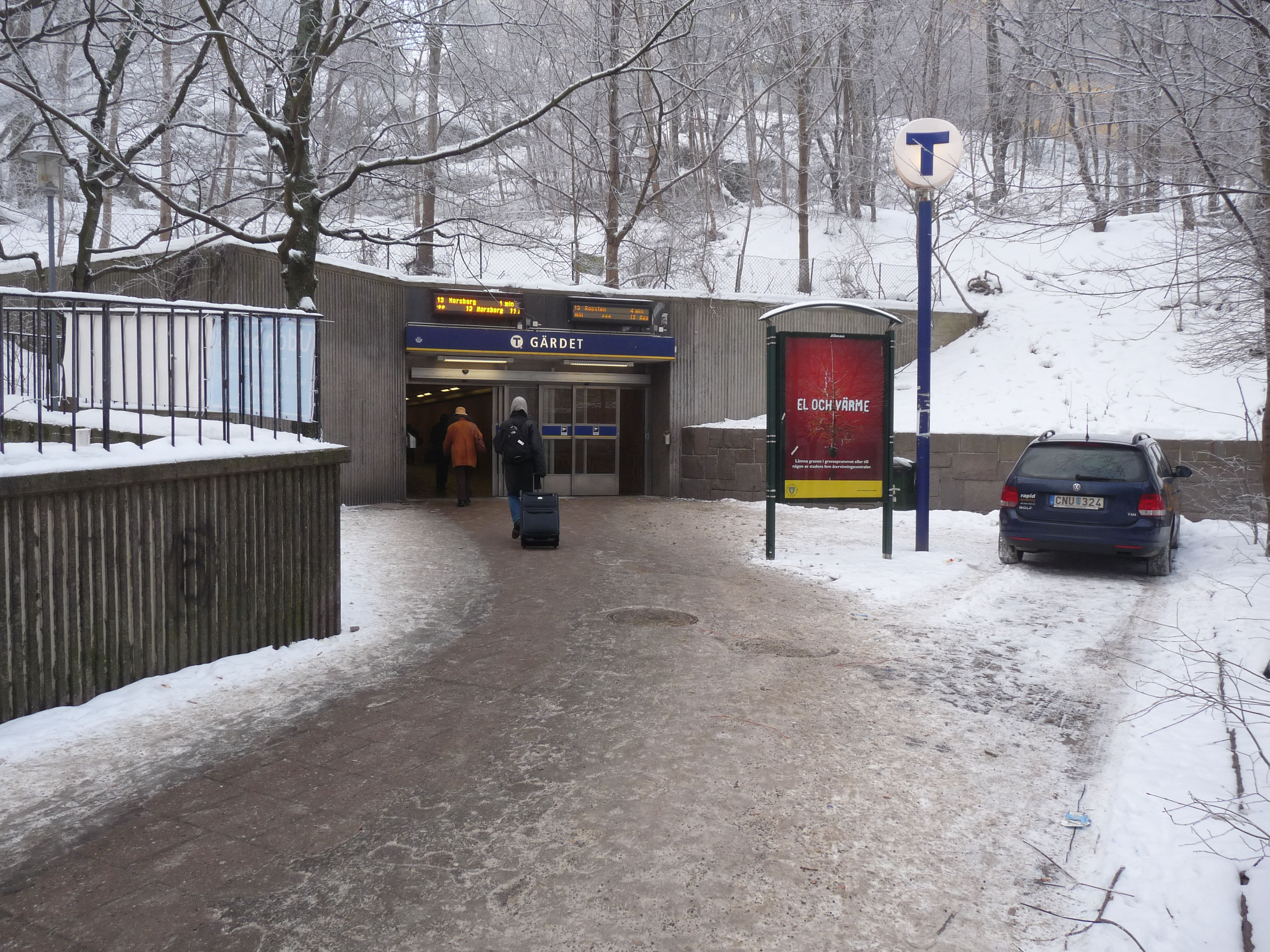
Entree van het metrostation

Norsborg ·
Hallunda ·
Alby ·
Fittja ·
Masmo ·
Vårby gård ·
Vårberg ·
Skärholmen ·
Sätra ·
Bredäng ·
Mälarhöjden ·
Axelsberg ·
Örnsberg ·
Aspudden ·
Liljeholmen ·
Hornstull ·
Zinkensdamm ·
Mariatorget ·
Slussen ·
Gamla Stan ·
T-Centralen ·
Östermalmstorg ·
Karlaplan ·
Gärdet ·
Ropsten